# Condon (Oregon)
Pour les articles homonymes, voir Condon.
La ville de Condon est le siège du comté de Gilliam, situé dans l’État de l’Oregon, aux États-Unis.

## Source
- (en) Cet article est partiellement ou en totalité issu de l’article de Wikipédia en anglais intitulé « Condon, Oregon » (voir la liste des auteurs).